# Остапов Василь Дмитрович
Васи́ль Дми́трович Оста́пов (* 11 березня 1950 — †8 березня 2009) — український прозаїк, драматург, публіцист. Член Національної спілки письменників України (2001–2009). Перебував на обліку Вінницької обласної організації НСПУ.

## Біографія
Василь Дмитрович Остапов народився у смт. Брошнів-Осада,  Рожнятівського району,  Івано-Франківської області.
У 1972 році закінчив історичний факультет Чернівецького державного університету.
У 1971–1972 рр. працював стажистом редакції газети «Прикарпатська правда» в Івано-Франківську, згодом — інженером Івано-Франківського інституту нафти й газу, кореспондентом газети «Студент Прикарпаття».
У 1974–2001 рр. — на журналістській роботі в редакціях молодіжних газет в Івано-Франківську і Вінниці, працював заступником редактора районної газети «Життєві обрії» у Хмільнику. Згодом обіймав посаду інженера з науково-технічної інформації ВАТ «Вінницягаз», працював у Державному управлінні охорони навколишнього
природного середовища у Вінницькій області.

## Творчість
Прозаїчні твори і драми, передусім, присвячені долі співвітчизників, історії українського села, апокрифам козаччини і викривають злочинну сутність тоталітаризму. Вишуканий стиліст. Його герої часто промовляють говіркою, яка побутує в Західній Україні, голосом українців з Канади, підкарпатської України, подільським суржиком, столичним «новоязом».
Займався фотомистецтвом. Виставляв роботи на виставках художньої фотографії в Чернівцях, Івано-Франківську, Вільнюсі; здобув першу премію на міжнародному фотоконкурсі в Софії (1973).

## Твори
Автор книжок:
- Будь мені теплою, земле. Сценарій амторського фільму про відродження українського села. — Полтава, 1993;
- Гиблик. П'єса. — 1996;
- Будіть синів. Книга нарисів. — 1997;
- Бриндушки з-під Сивулі. Роман. — К.: Український письменник, 1997;
- Кожна пелюстка вогню. Некомерційна кіносповідь. — Вінниця: Континент-ПРИМ, 1999. — 32с. (ISBN 966-516-077-X).
- Вони не чули про Клааса. П'єса. — Вінниця: АКВІЛОН, 1999. — 96 с. (ISBN 966-7571-02-5);
- Оголена шабля Богдана. П'єса. — Вінниця: Континент-ПРИМ, 2000. — 88 с. (ISBN 966-516-086-9);
- А якщо вони повернуться. Повість. — К.: Український письменник, 2001. — 112 с. (ISBN 966-579-077-3);
- Та понеси з України. Кіноповість. — К.: Український письменник, 2001. — 72 с. (ISBN 966-579-079-X).